# Mihail Grămescu
Mihail Grămescu (n. 16 februarie 1951, București - 13 mai 2014, București) a fost un scriitor român, membru al secției de Proză a Uniunii Scriitorilor din România. A primit mai multe premii „Știință și tehnică” în anii 1980, premiul Uniunii Scriitorilor din România și două premii în străinătate: la Moscova, Rusia (SocCon, 1989) și la Fayence, în Franța (EuroCon, 1990).

## Viața
Mihail Grămescu s-a născut pe 16 februarie 1951 la București. Tatăl său, Haralambie Grămescu, scriitor și membru al Uniunii Scriitorilor, a tradus în limba română O mie și una de nopți. Mama, Alexandra Beatrice Kiseleff, diplomat universitar lingvist, ziarist și traducător, a fost autoarea mai multor dicționare.
În 1970 a terminat studiile liceale și a urmat cursurile Școlii postliceale de laboranți fizică-chimie. După absolvire a lucrat în diverse domenii: la Institutul de cercetări și amenajamente silvice, ca ucenic strungar la Uzinele "23 August", operator la Biofarm, muncitor de întreținere la Motel București, redactor și secretar de redacție la "Proprietarul", corector și redactor la revistele "Știintă și tehnică" și "Anticipația", corector la "Adevărul", sau corector editorial la editura Hyperion. Pasionat de șah, a câștigat 12 premii la concursurile naționale.
A luat parte la activitatea mai multor cenacluri literare și SF (la unele dintre ele numărându-se printre membrii fondatori): "Relief românesc", "Săgetătorul", "Nicolae Labiș", "1CAS", "Modul 13", "George Bacovia". "Luceafărul", "Solaris", "Marțienii". "Salonul Artelor", "Eroica", "Club A", "Arhitext", "Clubul Profesionist de Lectură", "Amurg sentimental", "Club Z", "Quasar", "Henry Coandă, "String", "Planetar", "Rătăcitorii" "Sigma", "Pi", "ProspectArt", "Armonii Baroq". Între 1981 și 1999 a fost membru sau președinte în comisiile de jurizare ale mai multor concursuri literare și tabere naționale SF.
Mihail Grămescu a decedat pe data de 13 mai 2014.

## Cariera scriitoricească
Scriitorul a debutat în 1965 în revista școlară "Aripi". A continuat colaborarea cu revista și pe perioada liceului, dar a făcut și pasul către revista Luceafărul, în al cărei număr din 9 septembrie 1967 a publicat o poezie. În anii care au urmat a colaborat cu versuri, proză și critică literară la o serie de publicații, printre care se numără: Luceafarul, România literară, Vatra, Steaua, CPSF Anticipația,  SLAST, Jurnalul SF, Jurnalul de București, Convorbiri literare, Literatorul, Viața Românească, Magazin, Astra, Supernova, Helion, Amurg sentimental, String, Contemporanul, Dialog, Cinema, Art-Panorama, Dependent SF, Newsletter SF, Calende,  Placebo, Telegraful, Tomis, Știință și Tehnică, Almanahul Anticipația.
Mihail Grămescu a fost astras și de grafică, domeniu în care a debutat în 1969 și în care a activat până în 1972.
Debutul editorial a avut loc abia în 1981 cu volumul de povestiri SF Aporisticon, publicat în 150.000 de exemplare. Cartea a cunoscut un uriaș succes de public și de critică. De un succes considerabil s-a bucurat și povestirea "Cântecul Libelungilor", apărută în volumul Săritorii în gol și recompensată cu numeroase premii.
De-a lungul timpului, Mihail Grămescu a publicat mai multe volume de povestiri și poezii, precum și un roman SF, Phreeria. Opera sa a fost tradusă în publicații străine, cum ar fi revistele "Antares", "Dialogue", "L'Emhleme" și "Miniature" din Franța, "Gradina" (Iugoslavia), antologia maghiară Téren és időn túl..., precum și în rusă și bulgară.
Împreună cu Adina Lipai a realizat pentru editura Granada colecția anuală Fantasticul Mileniului III, tradusă în maghiară, sârbă, franceză, rusă, germană și engleză.

## Premii
- 1975 - Premiul pentru poezie SF (Târgoviște)[4]
- 1977 - Premiul I la Conferința națională a Cenaclurilor de anticipație, ediția a VII-a
- 1978 - Premiul Uniunii Scriitorilor din RSR, decernat în cadrul Consfătuirii de la Târgoviște
- 1982 - Premiul pentru debut al revistei "Știintă și tehnică"
- 1983 - Premiul II pentru eseu, critică, teorie și istorie literară, decernat la Consfătuirea cenaclurilor de anticipație
- 1985 - Premiul I la Zilele cenaclului Henry Coandă (Craiova)
- 1987 - Premiul de popularitate pentru cea mai bună lucrare publicată la Concursul anual de literatură și artă de anticipație, tehnică și știință
- 1989 - Premiul SocCon (URSS)
- 1990 - Premiul SESF (Eurocon) de incurajare (Franța)
- 1990 - Premiul Radio Contact
- 1993 - Premiul Helion
- 1994 - marele premiu al Jurnalului SF
- 1995 - Premiul "Dan Merișca" pentru nuvelă (Iași)
- 1996 - Premiul pentru critică-eseu, decernat la Iași în cadrul evenimentului "Zilele Dan Merișca"
- 1996 - Premiul pentru întreaga activitate, decernat la Buzău de "Zilele Pozitronic"
- Diploma pentru "cel mai main-stream-ist" autor SF publicat de DSF (Dependent SF)[4][8]

## Opera

### Romane
- 1991 - Phreeria - editura Porto-Franco, reeditat în 2010 la editura Eagle Publishing House
- 1997 - Plenița memoriei noastre - Editura Hiperyon
- 2005 - Iritația - editura Granada

### Microromane
- 1985 - Anomia - Almanah Anticipația 1986
- 1993 - Prietenul - Jurnalul SF

### Volume de povestiri
- 1981 - Aporisticon - editura Albatros, reeditat în 2012 la editura Eagle Publishing House
- 1989 - Moara de apă - editura Cartea Românească
- 1994 - Săritorii în gol - editura Nemira
- 2001 - Ildiko - editura Tritonic
- 2001 - Răzbunarea Yvonei - editura Tritonic
- 2008 - J - povestioare bezmetice - editura Granada

### Poezii
- 1999 - Cioburi de înger - editura Tritonic
- 2003 - Căderea - editura Granada
- 2006 - Lumina antisolară - editura Granada

### Teatru
- 2004 - Premiera - editura Granada

### Cărți electronice
- 2002 - Comunicare prin juxtapunere - PCMagazin (Societatea culturală Noesis)

### Nuvele și povestiri
- „Cântecul Libelungilor”
- „Săritorii în gol”
- „Nike” - în Avertisment pentru liniștea planetei (1985)
- „Preafericiții lui Atlas” (Jurnalul SF, nr. 4/1992)

### Antologii apărute sub îngrijirea lui Mihail Grămescu
Fantasticul Mileniului III - Colecția anuală a Editurii Granada
- 2003 - Fantezii contemporane
- 2004 - Noaptea
- 2004 - Regina nopții (din lirica Mileniului III)
- 2005 - Exotice - antologie de proză scurtă contemporană
- 2006 - Ipostaze ale fantasticului contemporan – antologie de eseu și critică literară
- 2007 - Armonii baroq - antologie de poezie contemporană
- 2008 - Inger și demon - antologie de poezie contemporană feminină
- 2009 - Paradisuri înșelătoare - antologie contemporană feminină

Alte antologii
- 2011 - Bal la palat - antologie de poezie contemporană - editura Granada
- 2011 - Balaurul și miorița – antologie de proză fantastică - Editura Eagle Publishing House
- 2013 - Cerul de jos - antologia poemului fantastic contemporan - Editura Virtuală

### Apariții în antologii și volume colective
- 1983 - Alfa - O antologie a literaturii de anticipație românești, ed. Scrisul Românesc, editori Alexandru Mironov, Ion Ilie Iosif și Radu Honga
  - "Marlin cel rău"
  - "Δ"
  - "Programul"
- 1985 - Nici un zeu în cosmos, ed. Politică, editori Alexandru Mironov și Mihai Bădescu
  - "Cunoscătorii"
- 1985 - Avertisment pentru liniștea planetei, ed. Albatros, colecția "Fantastic Club", editor Constantina Paligora
  - "Nike"
- 1985 - O planetă numită anticipație, ed. Junimea, editori Alexandru Mironov și Dan Merișca
  - "Cântecul Libelungilor"
- 1986 - Povestiri ciberrobotice, ed. Științifică și Enciclopedică, editor Alexandru Mironov
  - "Recrutarea"
- 1986 - Povestiri despre invențiile mileniului III, ed. Științifică și Enciclopedică, editori Ion Ilie Iosif și Alexandru Mironov
  - "Mecaniq"
- 1987 - Cosmos XXI. Întâmplări dintr-un univers al păcii, ed. Politică, editor Alexandru Mironov și George Veniamin
  - "Umbra tigrului"
- 1990 - În căutarea Atlantidei, ed. Hyperion, editor Ioan Mânăscurtă
  - "Cântecul Libelungilor"
- 1991 - Timpul este umbra noastră, ed. Dacia, editor Cornel Robu
  - "Fenotipul de ceață și picăturile de nimic"
  - "Merele negre"
- 1993 - Antares 3, ed. Baricada, editori Dan Apostol și Rodica Bretin
  - "Huria"
- 1994 - Antologia science-fiction Nemira '94, ed. Nemira, colecția "Nautilus", editori George Anania și Romulus Bărbulescu
  - "Cântecul Libelungilor"
- 1995 - Twelve of the Best Romanian SF Stories, Sedonia Publishing House, ed. Cornel Robu
  - "Fenotipul de ceață și picăturile de nimic" (trad. "Phenotype of Mist and Drops of Nothing")
- 1998 - Poezia Pădurii, ed. Orion, editor Radu Cârneci, antologie de poezie[11]
- 1998 - Iubiri subversive - Cele mai bune povestiri 1997, ed. All, editor Dan-Silviu Boerescu[11]
- 1999 - Ex libris, ed. Muza[4]
- 2000 - Din crugul stelelor, Orizontul Literar Amurg Sentimental, editori Ion Machidon și Bogdan I. Pascu, antologie de poezie[11]
- 2000 - Arca îmblânzitorilor de fantasme, ed. Euro-Vida M, editori Ștefan-Vida Marinescu și Mihail Grămescu
- 2001 - Romania SF 2001, ed. ProLogos, editor Dan-Silviu Boerescu[11]
- 2013 - Bing bing, Larisa - Societatea Română de Science fiction și Fantasy, editor Dănuț Ungureanu
  - "Ziua întunecată"

## Traduceri
- 1985 - Antares, nr. 19, revistă franțuzească
  - "Cântecul Libelungilor" (trad. Jean-Pierre Moumon - "Le chant des Libelungs")
- 1986 - Antares, nr. 24, revistă franțuzească
  - "Nike" (trad. Jean-Pierre Moumon - "Niké")
- 1988 - Téren és időn túl..., antologie maghiară, editori Detlef Budde și Konrad Fialkowski
  - "Cântecul Libelungilor" (trad. "A Libelungok éneke")